# Carney Airfield
Carney Airfield – używane w czasach II wojny światowej lotnisko na wyspie Guadalcanal w archipelagu Wyspach Salomona. Po wojnie lotnisko zostało opuszczone.

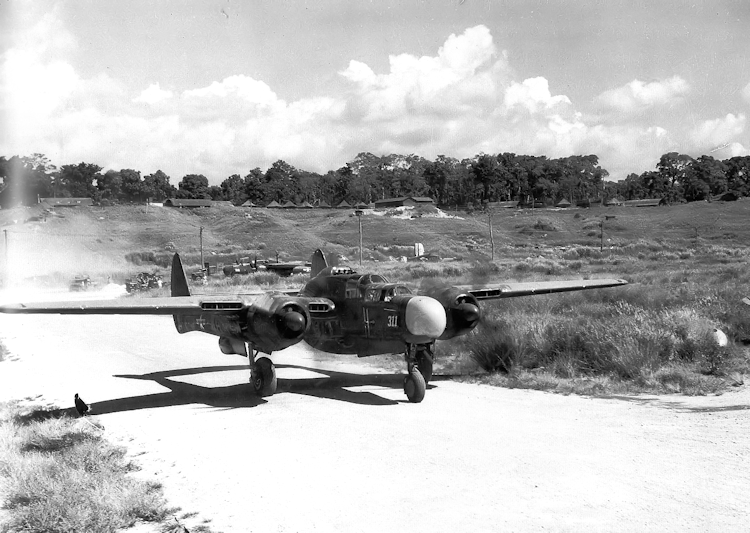
Northrop P-61 Black Widow z 419th Night Fighter Squadron ląduje na Carney Airfield, 1944 r.

## Historia
Znane również jako Bomber 2 Field, lotnistko zostało nazwane na cześć kapitana J.V. Carneya, USNR, który dowodził 14 batalionem SeaBees. Zginął podczas misji bojowej 16 grudnia 1942 r., lecąc samolotem SBD Dauntless.
Jednostki stacjonujące na Carney Airfield:
- Dowództwo 13th Air Force, 21 stycznia-15 czerwca 1944 r.
- Dowództwo XIII Bomber Command, 20 sierpnia 1943-czerwiec 1944 r.
- Dowództwo XIII Fighter Command, grudzień 1943-15 sierpnia 1944 r.
- 18th Fighter Group, 17 kwietnia 1943-23 sierpnia 1944 r.
- 347th Fighter Group, 29 grudnia 1943-15 stycznia 1944 r.
- 4th Reconnaissance Group, 6 maja-12 grudnia 1944 r.
- 419th Night Fighter Squadron, 15 listopada 1943-21 sierpnia 1944 r.
- VB-106 (PBY-4)
- VMD-254 (PBY-4)
- VB-101 (PBY-4)
- VB-102 (PBY-4)
- VB-104 (PB4Y-1)

Po wojnie lotnisko zostało opuszczone.